# Sherri Shepherd
Sherri Evonne Shepherd (Chicago, 22 aprile 1967) è un'attrice, comica e personaggio televisivo statunitense, nota per essere attualmente una delle conduttrici della trasmissione The View e per aver recitato nelle sitcom Perfetti... ma non troppo e 30 Rock.

## Biografia
Originaria di Chicago, in Illinois, la Shepherd cominciò la sua carriera di attrice esibendosi da stand-up mentre lavorava come segretaria. Successivamente ottenne dei ruoli ricorrenti in alcuni telefilm molto popolari, come Susan e Tutti amano Raymond.
Dal 2002 al 2006 interpretò il ruolo per cui è maggiormente nota, quello di Ramona Platt nella serie Perfetti... ma non troppo. L'anno dopo la fine del telefilm, alla Shepherd fu proposto di unirsi al cast del talk show The View, come sostituta definitiva di Star Jones, la quale circa un anno prima aveva abbandonato la trasmissione dopo molte polemiche. Nel 2009 fu anche protagonista della sitcom Sherri, vagamente ispirata alla sua vita.
Il 18 settembre 2007, appena una settimana dopo l'entrata nel cast di The View, la Shepherd fece scalpore per le sue affermazioni riguardo all'evoluzionismo e la forma della terra. La conduttrice infatti dichiarò di non credere nell'evoluzione; al che la collega Whoopi Goldberg le chiese ironicamente se credesse anche che la terra fosse piatta. La Shepherd quindi rispose che non lo sapeva e che non si era mai posta il problema.
Il 4 dicembre dello stesso anno, durante una discussione su Epicuro, la Shepherd affermò che i cristiani esistevano già nell'antica Grecia e che venivano perseguitati già a quel tempo. Pochi istanti dopo sostenne che Gesù fosse venuto prima dei Greci e dei Romani e disse che secondo lei niente ha preceduto i Cristiani. A questa frase la collega Joy Behar rispose ironica "Gli Ebrei". In un'altra occasione fece scalpore la sua dichiarazione di non aver mai votato in tutta la sua vita.

## Vita privata
Nel 2001 la Shepherd sposò il comico Jeff Tarpley, da cui nel 2005 ebbe il figlio Jeffrey Charles. Inizialmente l'attrice aspettava due gemelli (un maschio e una femmina), ma perse la bambina e Jeffrey nacque prematuro di tre mesi. La Shepherd e Tarpley si separarono nel 2006 e divorziarono nel 2009 dopo la scoperta del tradimento dell'uomo.
Nel 2009 ha avuto una breve relazione con il wrestler Alvin Burke Jr., meglio conosciuto come MVP.
Nel 2011 la Shepherd annunciò il suo fidanzamento con lo sceneggiatore Lamar Sally. I due si sono sposati il 13 agosto; il 2 maggio 2014 ha chiesto istanza di divorzio.

## Filmografia

### Cinema
- Cellular, regia di David R. Ellis (2004)
- Beauty Shop, regia di Bille Woodruff (2005)
- Indovina chi (Guess Who), regia di Kevin Rodney Sullivan (2005)
- Who's Your Caddy?, regia di Don Paul (2007)
- Transformers, regia di Michael Bay (2007)
- Precious, regia di Lee Daniels (2009)
- Madea Goes to Jail, regia di Tyler Perry (2009)
- Big Mama - Tale padre, tale figlio (Big Mommas: Like Father, Like Son), regia di John Whitesell (2011)
- One for the Money, regia di Julie Anne Robinson (2012)
- Think Like a Man, regia di Tim Story (2012)
- Top Five, regia di Chris Rock (2014)
- Un poliziotto ancora in prova (Ride Along 2), regia di Tim Story (2016)
- Brian Banks - La partita della vita (Brian Banks), regia di Tom Shadyac (2018)
- Walk. Ride. Rodeo., regia di Conor Allyn (2019)
- A Week Away, regia di Roman White (2021)
- Straw - Senza uscita (Straw), regia di Tyler Perry (2025)

### Televisione
- Living Single – serie TV, episodio 4x18 (1997)
- Susan – serie TV, 23 episodi (1997-2000)
- Friends – serie TV, episodio 4x11 (1998)
- Tutti amano Raymond (Everybody Loves Raymond) – serie TV, 8 episodi (1998-2003)
- The Jamie Foxx Show – serie TV, 14 episodi (1999-2001)
- Perfetti... ma non troppo (Less than Perfect) – serie TV, 80 episodi (2002-2006)
- Joan of Arcadia – serie TV, episodio 1x10 (2003)
- The Wedding Bells – serie TV, 4 episodi (2007)
- 30 Rock – serie TV, 11 episodi (2007-2012)
- Entourage – serie TV, episodio 5x04 (2008)
- Sesamo apriti (Sesame Street) – sketch comedy, episodio 41x31 (2010)
- Hot in Cleveland – serie TV, episodi 2x03, 2x10 (2011)
- Rapita: il dramma di Carlina White (Abducted: The Carlina White Story), regia di Vondie Curtis-Hall – film TV (2012)
- The Soul Man – serie TV, 11 episodi (2012-2015)
- How I Met Your Mother – serie TV, 8 episodi (2013)
- Nashville – serie TV, episodio 2x19 (2014)
- K.C. Agente Segreto (K.C. Undercover) – serie TV, 7 episodi (2015-2018)
- Rosewood – serie TV, 3 episodi (2016)
- Trial & Error – serie TV, 23 episodi (2017-2018)
- Papà a tempo pieno (Man with a Plan) – serie TV, 4 episodi (2017-2018)
- Marlon – serie TV, episodio 2x02 (2018)
- Mr. Iglesias – serie TV, 22 episodi (2019-2020)
- The Sex Lives of College Girls – serie TV, 7 episodi (2021-2024)
- Harlem – serie TV, episodio 2x03 (2023)

## Programmi televisivi
- The View (2007-2014)
- Daytime Emmy Awards (2008)
- GMA Dove Award (2011)
- Dancing with the Stars (2012)
- Mamme sull'orlo di una crisi da ballo (2013)
- Extreme Makeover: Diet Edition (2014)
- Acquari di famiglia (2015)
- Match Game (2016-2020)
- Celebrity Family Feud (2018)
- Dish Nation (2019-in corso)
- You Bet Your Life (2021)
- The Wendy Williams Show (2021-2022)
- Sherri (2022-in corso)

## Doppiaggio
- Brandy & Mr. Whiskers (2004-2006)
- Kim Possible (3 episodi, 2004-2007)
- Madagascar 2 (Madagascar: Escape 2 Africa), regia di Eric Darnell, Tom McGrath (2008)

## Doppiatrici italiane
Nelle versioni in italiano delle opere in cui ha recitato, Sherri Shepherd è stata doppiata da:
- Francesca Guadagno in Beauty Shop, Rosewood, Trial & Error, Straw - Senza uscita
- Alessandra Chiari in Big Mama - Tale padre , tale figlio, Walk. Ride. Rodeo.
- Alessandra Cassioli in 30 Rock, Papà a tempo pieno
- Giò-Giò Rapattoni in Susan, Rapita - Il dramma di Carlina White
- Laura Romano in Perfetti... ma non troppo
- Marina Thovez in How I Met Your Mother
- Monica Bertolotti in One for the money
- Francesca Fiorentini in K.C. Agente Segreto
- Alessandra Korompay in Precious
- Anna Cugini in Top Five
- Sabrina Duranti in Mr. Iglesias

Come doppiatrice è stata sostituita da:
- Laura Latini in Brandy & Mr. Whiskers (1^voce)
- Emanuela Pacotto in Brandy & Mr. Whiskers (2^voce)
- Emanuela Rossi in Madagascar 2